# Kōji Ishii
Kōji Ishii (jap. 石井 康嗣 Ishii Kōji; właściwie Kōzō Ishii (jap. 石井 浩司 Ishii Kōzō), ur. 1 lipca 1960) – japoński seiyū i aktor dubbingowy, związany z firmą Vi-Vo.

## Wybrane role
- 1995–2005: Tajemnica przeszłości –
  - Mitsukake,
  - Tokaki
- 1997: Yūsha Ō Gaogaigar – Kōtarō Taiga
- 1999–2003: Pokémon –
  - kapitan,
  - Hanzō
- 2001: Hunter × Hunter – Silva Zoldyck
- 2001: Beyblade – Soichirou Hiwatari
- 2002: Azumanga Daioh – Kimura
- 2003: Fullmetal Alchemist – Balt
- 2006: Katekyō Hitman Reborn! – Dendrobii Kimura
- 2007: Bleach – Dordonii Alessandro Del Socacchio
- 2007: Romeo x Juliet – Lord Montague
- 2007: Brama piekieł – Kenneth
- 2008: Yu-Gi-Oh! 5D’s – Takasu
- 2008: Vampire Knight – Asato Ichijo
- 2008: Skip Beat! – Lory Takarada
- 2010: Bakugan: Młodzi wojownicy – Król Zenoheld
- 2012: One Piece – Fisher Tiger
- 2014: Akame ga Kill! – premier Honest